# Urządzenie budowlane
Urządzenie budowlane – urządzenie techniczne związane z obiektem budowlanym, zapewniające możliwość użytkowania obiektu zgodnie z jego przeznaczeniem, jak przyłącza (np. przyłącze elektroenergetyczne) i urządzenia instalacyjne, w tym służące oczyszczaniu lub gromadzeniu ścieków, a także przejazdy, ogrodzenia, place postojowe i place pod śmietniki.